# Šilutė
Šilutė er en by i det vestlige Litauen, med et indbyggertal på cirka 20.000(2011). Byen ligger i Klaipėda apskritis, tæt ved grænsen til den russiske eksklave Kaliningrad.